# Zuster (religie)

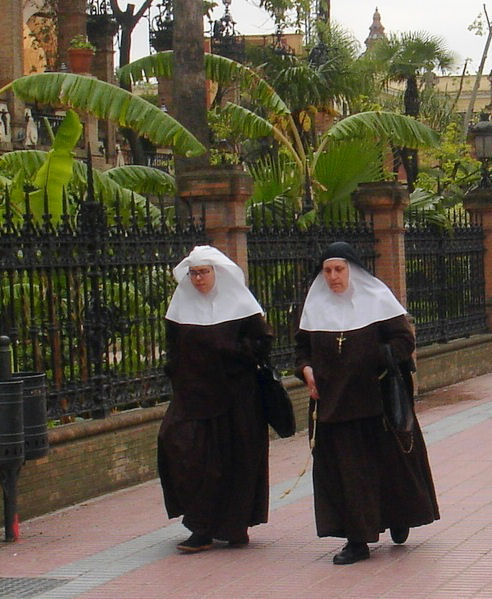
Katholieke zusters, Sevilla

Een moniale, religieuze, non (van het laat-Latijn nonnus = oud, gebruikt voor eerbiedwaardige personen) of (klooster)zuster is een katholieke of orthodoxe vrouw die de kloostergeloften van armoede, zuiverheid en gehoorzaamheid heeft afgelegd om een religieus leven te leiden.

## Religieuzen
Het begrip non komt voor het eerst voor bij Hiëronymus (4e eeuw) voor Godgewijde mannen (nonni) en vrouwen (nonnae). Alleen voor de laatsten wordt dit woord nog gebezigd, in Nederland doorgaans in de volksmond hoewel zuster er thans meer gebruikelijk is; in Vlaanderen blijft non gebruikelijk in de spreektaal. De aanspreektitel is in alle gevallen zuster.
Monialen (moniales) of slotzusters zijn vrouwelijke contemplatieve religieuzen, die strikt binnen de clausuur van een klooster verblijven en zich zo aan een vorm van afsluiting van de buitenwereld houden. Buitenzusters zijn daarentegen zogeheten actieve religieuzen, die zich ook buiten de muren van het klooster bewegen, bijvoorbeeld voor onderwijs, verpleging, missiewerk of allerlei sociale taken, waarin sommige congregaties gespecialiseerd zijn. Net als monialen dragen buitenzusters van oudsher een habijt.